# Philipp Roth (Komponist)
Philipp Roth (* 3. August 1991 in Erlenbach am Main) ist ein deutscher Komponist.

## Werdegang
Philipp Roth wurde 1991 in Erlenbach am Main geboren. Seine Heimatgemeinde ist Mespelbrunn (Landkreis Aschaffenburg) im Spessart, wo er ab 2002 im örtlichen Musikverein Heimatklang Mespelbrunn das Tenorhorn erlernte und noch heute Baritonist ist. Zudem spielt er seit 2016 auch im Musikverein Spessartklang Hobbach mit. Durch seinen damaligen Jugendkapellen-Dirigenten Andy Schreck, welcher sein erstes Stück, die Polka „Unter böhmischem Himmel“, arrangierte, kam er zum Komponieren. Er arbeitete  mit  Arrangeuren wie Michael Kuhn, Alexander Pfluger, Guido Henn, Stefan Albert Frank, Timo Dellweg, Mathias Rauch, Daniel Käsbauer, Stefan Kühndorf und Lukas Bruckmeyer zusammen.

## Kompositionen
- 2009: Unter böhmischem Himmel (Polka) Arr.: Andy Schreck – Manuskript
- 2011: Egerländer Zauber (Polka) Arr.: Alexander Pfluger – Alpen-Sound Musikverlag
- 2011: Ein Traum aus Böhmen (Polka) Arr.: Guido Henn – Edition Guido Henn – (Hebu MV)
- 2012: C (Mehrfacher für x 5-Mann Besetzung) Musik + Arr.: Philipp Roth – Manuskript
- 2013: Neue Polka, neues Glück (Polka) Arr.: Michael Kuhn – Manuskript
- 2013: Durch Raum und Zeit (Konzertmarsch) Arr.: Guido Henn – Manuskript – (Hebu MV)
- 2013: Mein böhmisches Geschenk (Polka) Arr.: Michael Kuhn – Manuskript
- 2014: Für Oskar (Polka) Arr.: Michael Kuhn – Manuskript
- 2014: Kinzbacher Musikantenpolka Arr.: Alexander Pfluger – Alpen-Sound Musikverlag
- 2014: Mit böhmischen Grüßen (Polka) Arr.: Timo Dellweg – KLARUS Musikverlag
- 2014: Geschichten, die das Leben schreibt (Polka) Arr.: Michael Kuhn – Manuskript
- 2015: Blasmusik fürs Herz (Polka) Arr.: Michael Kuhn – Manuskript
- 2015: Und ewig klingt die Blasmusik (Polka) Arr.: Michael Kuhn – Manuskript
- 2015: Würfel Polka Arr.: Mathias Rauch – Tirol Musikverlag/Tyrolis
- 2015: Ein böhmischer Stern (Polka) Arr.: Stefan Albert Frank – KLARUS Musikverlag
- 2016: Solang es böhmisch klingt (Polka) Arr.: Stefan Albert Frank – Manuskript
- 2016: Unser Leben ist die Musik (Polka) Arr.: Michael Kuhn – Manuskript
- 2016: Der Weg zu den Sternen (Konzertmarsch) Arr.: Guido Henn – Manuskript
- 2017: UNSERE POLKA – Mitkomp.: Sepp Leitinger, Andreas Rogger, Daniel Schneider, Guido Henn Arr.: Guido Henn – Edition Guido Henn[2]